# Ī
De ī is een i met daarop een horizontale streep, genaamd macron.
In het Letse alfabet vormt ī een aparte letter in het alfabet. Ī staat voor een lange i-klank in het Lets.
In sommige talen wordt ī gebruikt om een lange i-klank aan te geven. Voorbeelden hiervan zijn de Malayo-Polynesische talen. Maar het wordt ook gebruikt in de romanisatie van het Japans, het romaji en in het Arabisch. Verder wordt ī veelvuldig gebruikt in fonetische transcripties van onder andere het Latijn en het Engels. We vinden ī ook nog terug in het pinyin, een van de transliteratiesystemen voor het Mandarijn, om de eerste toon aan te geven.

## Codes
In Unicode heeft Ī de code U+012A (decimaal 298, hex 12A), en ī de code U+012B (decimaal 299, hex 12B).
In TeX worden de codes \=I en \=i gebruikt voor respectievelijk: Ī en ī.